# Stazione di Fukaya
La stazione di Fukaya (深谷駅?, Fukaya-eki) è una stazione ferroviaria situata nella città di Fukaya, nella prefettura di Saitama in Giappone, ed è servita dalle linee Shōnan-Shinjuku e Takasaki della JR East. La stazione, il cui corpo attuale è stato realizzato nel 1996, ha la particolarità di essere una miniatura della stazione di Tokyo.

## Servizi ferroviari
East Japan Railway Company
■ Linea Takasaki
■ Linea Shōnan-Shinjuku

## Struttura
La stazione è dotata di un marciapiede a isola e di uno laterale con tre binari in superficie.
| 1   | ■ Linea Takasaki        | per Kumagaya, Ōmiya, Urawa e Ueno                        |
| 1   | ■ Linea Shōnan-Shinjuku | per Kumagaya, Ōmiya, Shinjuku, Yokohama, Ōfuna e Odawara |
| 2-3 | ■ Linea Takasaki        | per Takasaki, Maebashi e Minakami                        |

## Stazioni adiacenti
| «                     | Servizio              | »                     |
| Linea Takasaki        | Linea Takasaki        | Linea Takasaki        |
| Linea Shōnan-Shinjuku | Linea Shōnan-Shinjuku | Linea Shōnan-Shinjuku |
| --------------------- | --------------------- | --------------------- |
| Kagohara              | Locale e Rapido       | Okabe                 |